# 明石哲生
明石 哲生（あかし てつお）は、日本の事業家、アダルトビデオメーカー社長、作家。
実弟の明石賢生（あかし けんせい）は自販機本出版社「エルシー企画」およびビニ本出版社「群雄社」の代表取締役社長。

## 概要
大分県出身。大学卒業後、通信社記者を経て会社経営に参画。AVレーベル("VIP","アトラス21")、出版社("群雄社出版","サクセス出版販売"）、アトラス21などを設立。

## 現在
アジア圏（香港、台湾、韓国、シンガポールなど）でのコンテンツ配信業務。日本、中国の映像コンテンツなどのコーディネート。

## 関連リンク
- 株式会社アトラス21
- 株式会社VIPエンタープライズ